# Imre Gedővári
Imre Gedővári, född 1 juli 1951 i Budapest, död 22 maj 2014, var en ungersk fäktare som tog OS-guld i herrarnas lagtävling i sabel i samband med de olympiska fäktningstävlingarna 1988 i Seoul.